# گری گیبونز
 گری گیبونز (انگلیسی: Gary Gibbons؛ زاده ۷ ژوئیهٔ ۱۹۴۶) یک دانشمند است. 